# Francesco Maurolico
Francesco Maurolico (Franciscus Maurolycus en latin, Φραγκίσκος Μαυρολύκος en grec, François Maurolyc chez Marin Mersenne et Pierre de Fermat, Marulle sous la plume d’Étienne Pascal), né à Messine le 16 septembre 1494, mort à Messine le 21 ou 22 juillet 1575, est un mathématicien et un astronome italien connu pour ses travaux et traductions d'auteurs anciens en géométrie, optique, coniques, mécanique, musique, et astronomie. Son écriture algébrique, notamment la notation « A in B » pour désigner le produit de deux quantités connues ou inconnues, le désigne comme un des précurseurs de François Viète et de l'Algèbre nouvelle.

## Biographie

### Des origines prometteuses
Né à Messine, de santé fragile, Maurolyco est le fils d'Antoine Maurulle, ou Maurolyco.  Ses parents sont des grecs ayant émigré en Sicile après la Chute de Constantinople (1453). Son père avait exercé la médecine à Constantinople et, à Messine, il devint Conservateur du Trésor. La famille Maurolico habitait une villa aux environs de la ville. Sa mère, prénommée Penuccia, rêva une nuit, alors qu'elle était enceinte de lui, qu'il sortait de son ventre une flamme s'élevant jusqu'au ciel. On y vit alors le présage que son fils serait astronome.[réf. nécessaire] Son père lui apprit le grec et des rudiments d'astronomie ; il fut par la suite l'élève de François Faraone de Messine. Enfin, Maurolyco fit sa rhétorique sous la férule de Jacques de Noto. L’historien Jacques-Auguste de Thou (et d'autres après lui) l'ont dit, à tort, originaire de Syracuse.
En 1521, ayant reçu une éducation solide, Maurolyco fut ordonné prêtre par Antoine Lignante, archevêque de Messine. Il entra alors dans les ordres. À la mort de son père, il abandonna le soin de ses affaires à son frère cadet, Jacques.

### Une vie à l'ombre de brillants protecteurs
Comme son père, Maurolyco devint Conservateur du Trésor de Messine. Il fut chargé de conduire les travaux des Arcs de Triomphe érigés en l'honneur de Charles Quint ; et lors de son passage dans la ville, l'empereur voulut le voir, lui marquant de l'estime et l'associant à l'ingénieur royal  Ferramolino, afin d'en renforcer les fortifications.
Par la suite, il accompagna le marquis de Gerace, Jean II de Vintimille, noble féru de mathématiques, dans ses différents voyages à Palerme, Naples et Rome où le Cardinal Alexandre Farnèse voulut se l'attacher, en vain.
Entre 1548 et 1550, Maurolyco séjourna au château de Pollina en Sicile en tant qu'hôte du marquis de Vintimille. Il reste de ce séjour quelques observations astronomiques accomplies du haut de la tour du donjon.
Revenu en Sicile avec son protecteur, il devint à Palerme le précepteur du fils aîné du vice roi Jean de Vega, gouverneur de l'île. Il lui enseigna les mathématiques jusqu'en  1550. Il partageait sa table, et avait un logement dans son palais.
Après le départ du vice roi, Maurolyco retourna auprès du Marquis de Gerace. En 1550, il rejoignit l'Ordre de Saint-Benoît et entra au monastère de Santa Maria del Parto à Castelbuono dont il reçut la direction et où il résida par la suite.
Après une brève retraite, le Marquis de Gerace le ramena avec lui à Messine où deux ans plus tard, il fut élevé abbé de la Cathédrale San Nicolò de Messine.
En 1569, Maurolyco fut nommé professeur de l'Université de Messine et  y enseigna publiquement les Mathématiques, pour deux cents écus d'appointements.
Familier de l'astrologie judiciaire, Maurolyco fit quelques prédictions remplies de succès lui attirant l'estime du duc de Medina-Celi, Jean Lacerda, et de don Garcias de Tolède, autre vice-roi de Sicile. Sa réputation grandit si bien que Don Juan d'Autriche voulut savoir de lui le sort d'une expédition qu'il comptait lancer contre les turcs. Là encore, selon les commentateurs de l'époque, ses prédictions se réalisèrent à la bataille de Lépante.
En liaison avec les plus grands mathématiciens de son temps, il correspondit avec Christophorus Clavius et Federico Commandino.
À la mort du Marquis de Gerace, Maurolyco tomba malade ; transporté dans une maison de campagne, son mal augmenta et il y mourut âgé de 81 ans, probablement atteint de la peste qui sévissait alors. Ses restes furent ramenés dans l'église de Saint-François de Paul sous les murs de Messine, puis dans l'église Saint Jean - Baptiste dans cette même ville.
Sa vie nous est connue par la biographie que laissa de lui son neveu éponyme Francesco Marulí, Barone della Foresta, dans Vita dell'Abbate del Parto D. Francesco Maurolico, publiée à  Messine en 1613.

## Les découvertes de Maurolyco

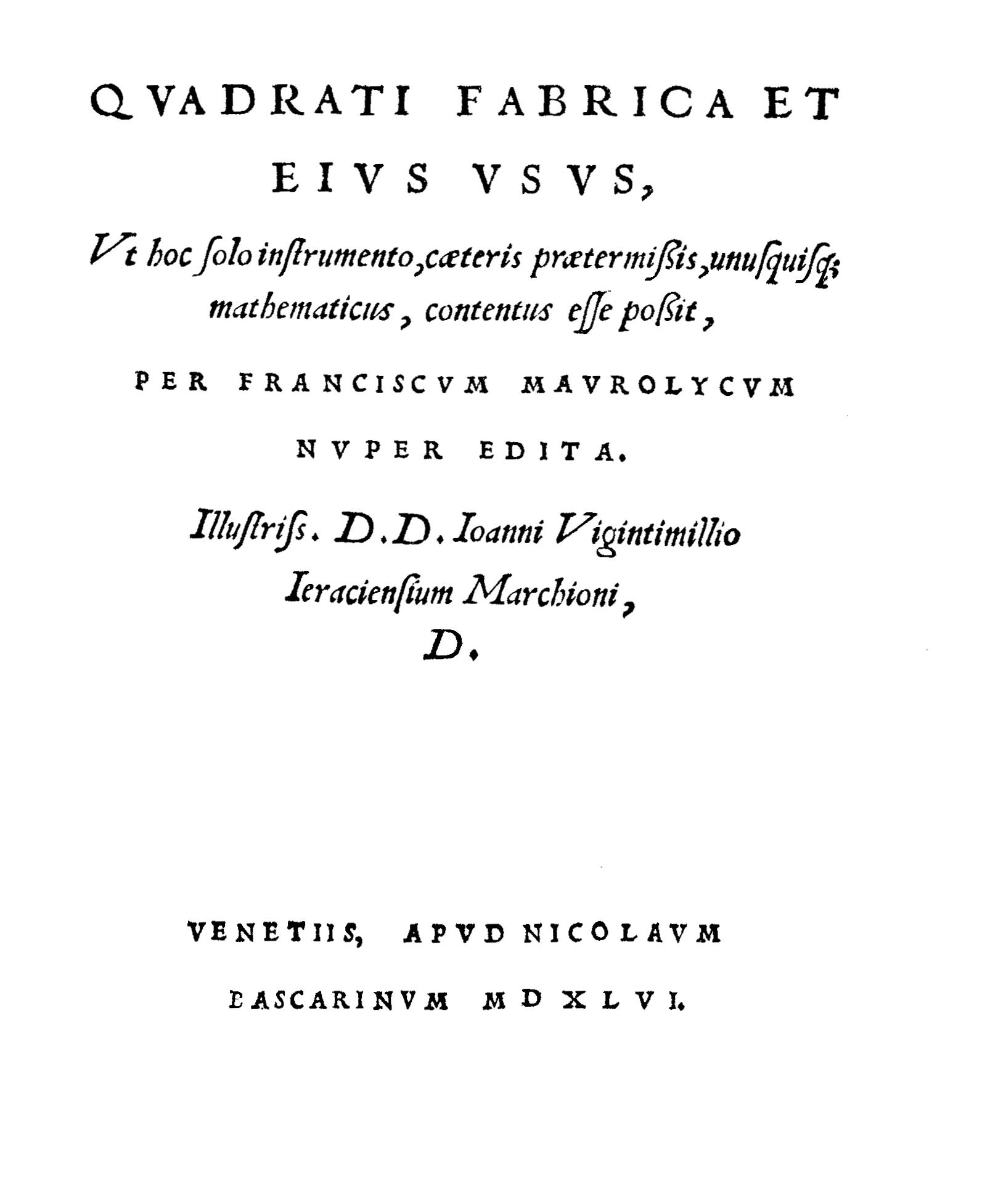
Quadrati fabrica et eius usus, 1546

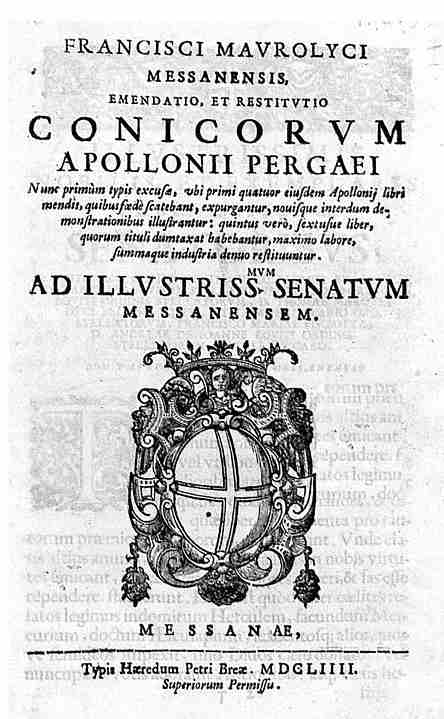
Édition de 1654 de Conica par Apollonios de Perga édité par Francesco Maurolico

### En mathématiques
Maurolyco tenta en vain de rétablir le cinquième livre d'Apollonius de Perge, d'après l'indication de Pappus.
Il  est à l'origine d'une théorie des sections coniques, adoptée et établie entièrement par la Hire au XVIIe siècle.
Il utilise dans ses livres, et particulièrement dans le livre second d'arithmétique, des notations algébriques préfigurant ceux de l'algèbre nouvelle. Quoique Maurolyco ne calcule pas réellement avec ces notations, elles font de lui l'un des fondateurs de l'écriture symbolique actuelle avec François Viète, Harriot et Descartes

### En astronomie
Parmi les découvertes astronomiques de Maurolyco, on compte la supernova apparue dans Cassiopée en 1572. Tycho Brahe publia les détails de ses observations en 1574 ; la supernova est aujourd'hui connue sous le nom de « supernova de 1572 ».

### Œuvres diverses
Maurolyco publia également sur la mécanique, sur les propriétés de l'aimant, sur la musique, sur l'optique et la gnomonique. Outre cela, il a publié différents ouvrages sur l'histoire, ainsi qu'un recueil de poésies. Enfin, il traduisit du grec les traités de Théodose de Tripoli, Ménélaos d'Alexandrie, Autolycos de Pitane, Euclide,  et Apollonius de Perga. Il a laissé  une traduction latine de neuf ouvrages d'Archimède restée inédite jusqu'à leur publication par Borelli vers 1680.

## Publications
De son vivant : 
- Une Cosmographia en  1543. Maurolyco y donne une méthode pour mesurer l'étendue de la Terre, méthode employée ultérieurement par Jean Picard pour la mesure d'un arc de méridien en 1670.

- Le Théodose, de son nom complet Theodosii sphaericorum elementorum libri III ex traditione Maurolyci, Messanensis Mathematici. Menelai sphaericorum lib III. Ex traditione ejusdem. Maurolyci sphaericorum lib II. Autolyci de sphaera, quae movetur Liber. Theodosii de habitationibus. Euclidis phaenomena. Brevissime demonstrata. Demonstratio et praxis, trium tabellarum scilicet Sinus recti, Foecundae et Beneficae ad Sphaeralia triangula pertinentium. Compendium mathematicae mira brevitate ex clarissimis Authoribus. Maurolyci de Sphaera sermo, édité chez Pietro Spira, à Messina, en 1558. Le traité traduit en latin et commente quatre auteurs grecs. Maurolico y adjoint ses propres propositions, des tables astronomiques. On y trouve la Sphaerica de Théodose de Bithynie, celle de Menelaus d'Alexandrie (qui introduit le concept de triangle sphérique), et le De sphaera quad movetur de Autolycus de Pitane.

- Une Opuscula mathematica et un Arithmeticorum libre, de 1575. Ce traité constitue une tentative de calcul du barycentre de divers solides (pyramide, parabole, etc.). Son nom complet est : Opuscula mathematica nunc primum in lucem aedita, cum rerum omnium notatu dignarum. Indice locupletissimo. Pagell huic proxime contigua, eorum catalogus est.Il est édité à Venice chez Franciscum Franciscium Senensem avec un supplément Arithmeticorum libri duo, nunc primum in lucem editi. Cum rerum omnium notabilium. Indice copiossisimo. Dans Ce livre, connu de Blaise Pascal et commenté ultérieurement par  Dickson, Edward Rosen, Moritz Cantor et Baldassare Boncompagni, Maurolico rassemble  ses recherches sur la théorie des nombres, en particulier, des nombres polygonaux et nombres hexagonaux. Il traite également de chronologie et de gnomonique, des éléments d'Euclide, de polyèdres réguliers et des principaux instruments astronomiques. Maurocolico y utilise le principe de l'induction mathématique, énoncé pour la première fois clairement. En outre le supplément arithmétique renferme de nombreuses formules préfigurant l'analyse spécieuse de François Viète. Envoyé à Giovanni Comisino, à Venise, dès 1569, le manuscrit fut imprimé le 26 juillet 1575, quatre jours après sa mort. Une grande partie de sa production restait d'ailleurs manuscrite à cette date.

- Photismi de lumine et umbra ce livre traite de la réfraction de la lumière et tente d'expliquer l'arc-en-ciel. Cette œuvre posthume publiée en 1611 était rédigée en 1521. Maurolyco y étudie également la chambre noire.

- Maurolico composa une édition des Problèmes de mécanique d'Aristote (Problemata mechanica publiée en 1613) ainsi qu'un traité de musique. Il donna un abrégé du Theatrum orbis terrarum d'Ortelius, rédigea des Grammatica rudimenta (1528) et un traité De lineis horariis sur les cadrans solaires, où se trouve une intéressante théorie des sections coniques. Il confectionna une carte de la Sicile, imprimée en 1575.

- L'Apollonius, en 1654.

- Son édition des œuvres d'Archimède complète et améliore celle de Federico Commandino : Admirandi Archimedis syracusani monumenta omnia mathematica quae extant (1570, réimpr. 1585), à Palerme, impr. D. Cyllenium Hesperium.

Une partie de ses œuvres demeure encore aujourd'hui inédite.
- Dans ses Sicanicarum rerum compendium, il écrivit l'histoire de la Sicile, et y inclut quelques détails autobiographiques.  Il s'agissait d'ailleurs d'un ouvrage de commande, pour lequel le sénat de Sicile lui octroya en 1553 un salaire de 100 pièces d'or par an pendant deux ans, ce qui lui permit de rédiger ses livres de mathématiques ainsi que cette histoire.